# Abel Figueiredo
Abel Figueiredo is een gemeente in de Braziliaanse deelstaat Pará. De gemeente telt 6.967 inwoners (schatting 2009).